# باشگاه فوتبال پراک
باشگاه فوتبال پراک (انگلیسی: Perak FA) یک باشگاه فوتبال از مالزی است که در شهر ایپوه ایالت پراک قرار دارد.